# Staszów
Staszów è un comune urbano-rurale polacco del distretto di Staszów, nel voivodato della Santacroce.
Ricopre una superficie di 225,86 km² e nel 2009 contava 27 213 abitanti.